# Niphona fuscator
Niphona fuscator es una especie de escarabajo longicornio del género Niphona, tribu Pteropliini, subfamilia Lamiinae. Fue descrita científicamente por Fabricius en 1793.
La especie se mantiene activa durante los meses de junio, julio, agosto y octubre.

## Descripción
Mide 15-19 milímetros de longitud.

## Distribución
Se distribuye por India, Nepal y Pakistán.